# کراسنی موست
کراسنی موست (به لاتین: Krasnyy Most) یک منطقهٔ مسکونی در قرقیزستان است که در استان چوی واقع شده‌است. کراسنی موست ۱٬۸۹۸ متر بالاتر از سطح دریا واقع شده‌است.